# مدار السرطان (رواية)
مدار السرطان (بالإنجليزية: Tropic of Cancer)‏ هي رواية للكاتب الأمريكي هنري ميلر والتي وصفت بأنها «سيئة السمعة لمحتواها الجنسي الصريح» وكما أنها مسؤولة عن «حرية التعبير التي تعتبر أمرا مفروغا منه في الأدب».:22 نشرت أول مرة في عام 1934 من قبل دار أوبلسك في باريس عاصمة فرنسا، ولكن تم حظر هذه الطبعة في الولايات المتحدة. أدى نشرها في الولايات المتحدة عام 1961 من قبل غروف برس إلى محاكمات عن الفحش كان لها دور في اختبار قوانين الإباحية في أمريكا في أوائل الستينات. في عام 1964، أعلنت المحكمة العليا في الولايات المتحدة أن الكتاب غير فاحش. ويعتبر على نطاق واسع تحفة مهمة في أدب القرن العشرين.